# ルリユール

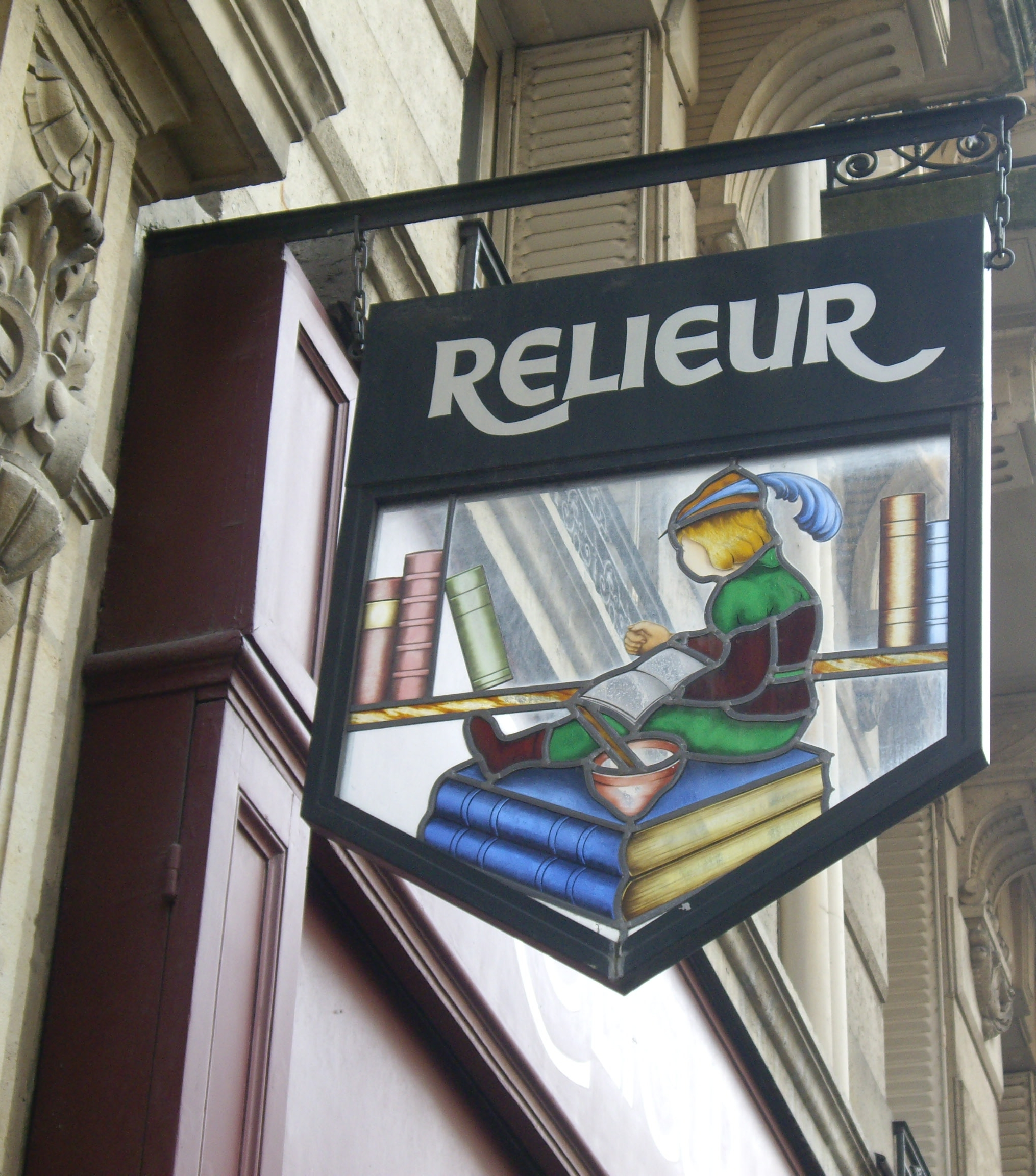
ルリユール工房の看板

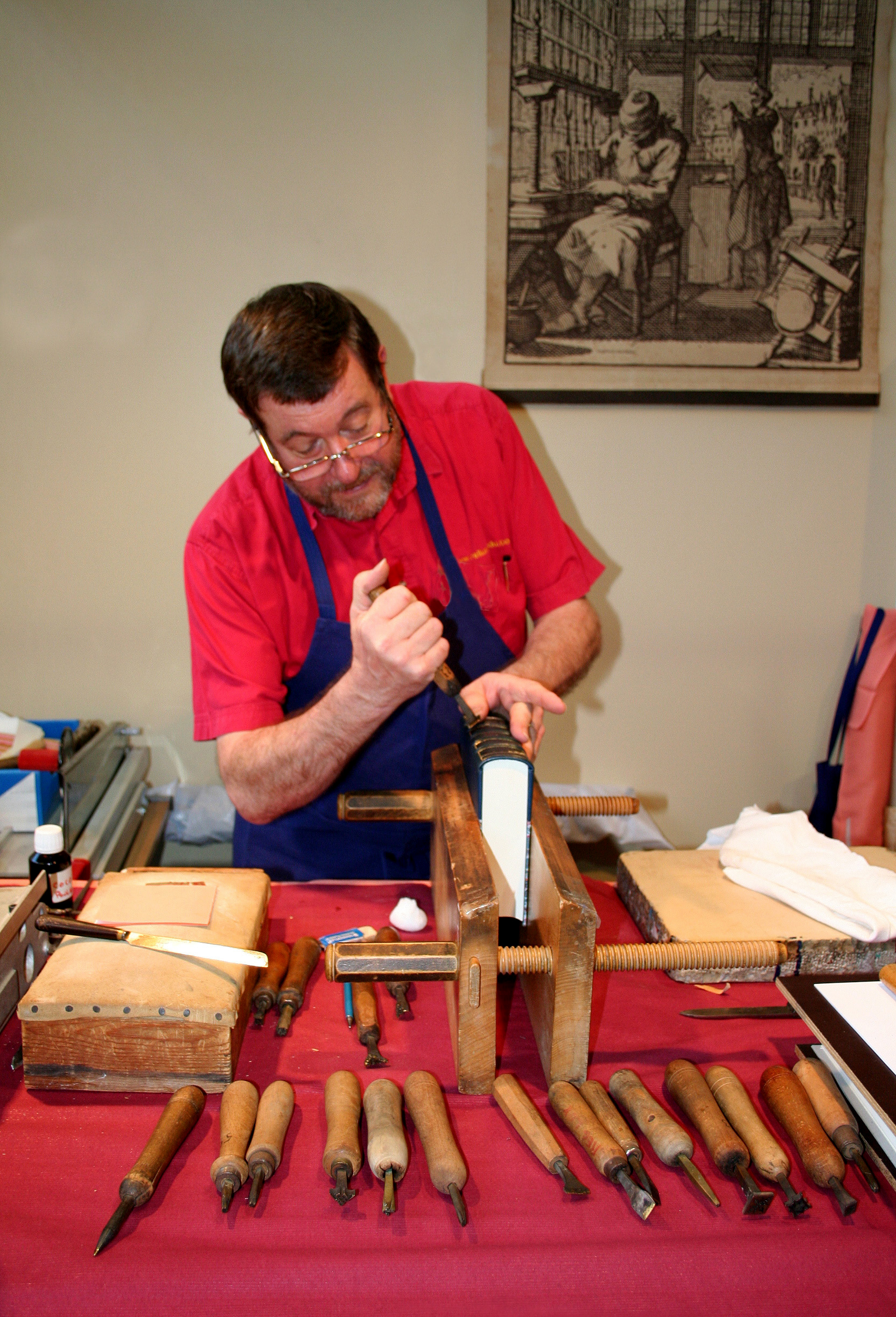
表紙にメッキを施すルリユール

ルリユール（フランス語: Relieur）は、主にフランスで製本・装幀を手作業で行う職人を指す言葉である。また、その工程自体もルリユールと呼ぶことがある。

## 内容
現在、ヨーロッパの製本術の正しい伝統は、主にフランスやフランス語圏においてのみ受け継がれている。フランス・パリ市内でも、今でも約50軒のルリユール製本の工房が現存している。
多いものでは60余もの工程があるルリユールも存在する。
17世紀末に、活版印刷の発明によって出版・印刷・製本の境界が曖昧になった状況を背景に、フランス国王のルイ14世が下した「出版・印刷・製本業者は互いの職分を越えてはならぬ」という勅令により、製本の権利を失った出版・印刷業者により仮綴じ本を作られるようになった。この仮綴じ本や希少本の購入者が装丁や製本を依頼するのがルリユール職人である。
日本でも栃折久美子が「ルリユール工房」を開くなどして技術自体は広まってきている。
その影響もあって、日本でも「伊藤篤」などを始めとして、数は少ないものの、ルリユール職人自体は存在している。

## 作品
ここでは「ルリユール」がタイトルに使われている本、又は内容にルリユールが関係してくる本を取り扱う。
- 栃折久美子『ルリユール』（1975年）[10]
- いせひでこ『ルリユールおじさん』（2006年）[11]
- 村山早紀『ルリユール』（2013年）[12]
- 野村悠里『書物と製本術 : ルリユール/綴じの文化史』（2017年）[13]